# میرزا ابراهیم‌خان عکاس‌باشی
میرزا ابراهیم‌خان عکاس‌باشی (زاده مرداد ۱۲۵۳ – درگذشته ۱۹ اسفند ۱۲۹۴) نخستین فیلم‌بردار ایرانی بود. او پسر میرزا احمد صنیع‌السلطنه نقاش بهائی دربار ناصرالدین‌شاه بود. به دلیل اینکه در آن زمان علمای اسلام نسبت به عکاسی به دلیل تصویرگرایی آن نظر مثبتی نداشتند این پیشه معمولا در اختیار اقلیتهای دینی بود. دربارهٔ صنیع‌السلطنه روایت شده که بدون اجازهٔ ناصرالدین‌شاه با دوست‌محمد خان معیرالممالک به اروپا سفر کرد و شاه به هر دو غضب کرد. معیرالممالک بازگشت؛ ولی صنیع‌السلطنه حدود ۱۰ سال در اروپا ماند و پسرش میرزا ابراهیم‌خان از ۱۴ سالگی در پاریس به تحصیل عکاسی، گراوورسازی و عکاسی روی چینی پرداخت. زمانی که ناصرالدین‌شاه به پدرش رخصت بازگشت به ایران را داد، او نیز همراه پدر به تهران آمد. میرزا ابراهیم‌خان عکاسباشی، نخستین فیلمبردار سینمای ایران، در سال ۱۲۹۴ در سن ۴۱ سالگی، در قهوه خانه‌ای در قریه چابکسر گیلان دچار سکته قلبی شد و درگذشت.
ابراهیم خان بعدها از طرف عبدالبهاء "مصور رحمانی" (تصویرگرای الهی) نام گرفت. او سمت عکاس دربار را تا زمان مظفرالدین شاه حفظ نمود. 